# Holovaci, Bilopillea
Holovaci (în ucraineană Головачі) este un sat în comuna Vîrî din raionul Bilopillea, regiunea Sumî, Ucraina.

## Demografie
Componența lingvistică a localității Holovaci
     Ucraineană (90%)
     Rusă (10%)
Conform recensământului din 2001, majoritatea populației localității Holovaci era vorbitoare de ucraineană (90%), existând în minoritate și vorbitori de rusă (10%).